# NGC 7009
NGC 7009 (другие обозначения — PK 37-34.1, Туманность Сатурн) — планетарная туманность в созвездии Водолей. Туманность была открыта Уильямом Гершелем 7 сентября 1782, с использованием телескопа собственной конструкции.
Туманность Сатурн — сложная планетарная туманность, которая содержит много морфологических и кинематических подсистем.
Этот объект входит в число перечисленных в оригинальной редакции «Нового общего каталога».